# Internationale Astronomische Unie

Logo van de IAU

De 85 leden van de IAU (mei 2023)

De Internationale Astronomische Unie (IAU), opgericht in 1919, is een organisatie voor de bevordering van de internationale samenwerking en coördinatie op astronomisch gebied. Zij houdt zich onder andere bezig met de naamgeving van astronomische objecten. Op dit moment (september 2024) heeft de IAU 12.731 individuele leden (waaronder 1224 junior leden) uit 92 landen; 85 landen zijn nationaal lid. De IAU heeft geen wetgevende bevoegdheid. 
Op 15 augustus 2015 werd de Nederlandse hoogleraar in de astronomie Ewine van Dishoeck voor de periode van 2018 tot 2021 verkozen tot president van de IAU.

## Belangrijkste disciplines
De IAU coördineert 40 commissies en 58 werkgroepen die sinds de algemene vergadering in Peking (2012) zijn gegroepeerd in 9 divisies:

## Benamingen van astronomische objecten
Bergen, inslagkraters en andere geologische verschijnselen kunnen worden vernoemd naar Aardse zaken als voornamen, steden en personen. Iedereen kan daartoe voorstellen indienen, astronomen maar ook leken. Om problemen met betrekking tot taal- en cultuurverschillen te voorkomen heeft de Unie een aantal regels geformuleerd waaraan moet zijn voldaan voordat een voorgestelde naam officieel kan worden aanvaard. Voordat de naam van een persoon kan worden gegeven aan een object, moet hij of zij minstens drie jaar zijn overleden. Namen van religieuze, militaire en politieke figuren uit de 19e en 20e eeuw zijn van deelname uitgesloten. Voor objecten op Venus geldt de aanvullende eis dat de vernoemde een vrouw moet zijn.

## De begrenzingen van de sterrenbeelden
De IAU was ook verantwoordelijk voor de herindeling van de destijds meest gebruikte sterrenbeelden naar de 88 nu offcieel erkende sterrenbeelden met wiskundig gedefinieerde begrenzingen. Dit laatste was het werk van een commissie van de IAU onder leiding van Eugène Delporte en werd in 1930 gepubliceerd.

## De planeetstatus van Pluto

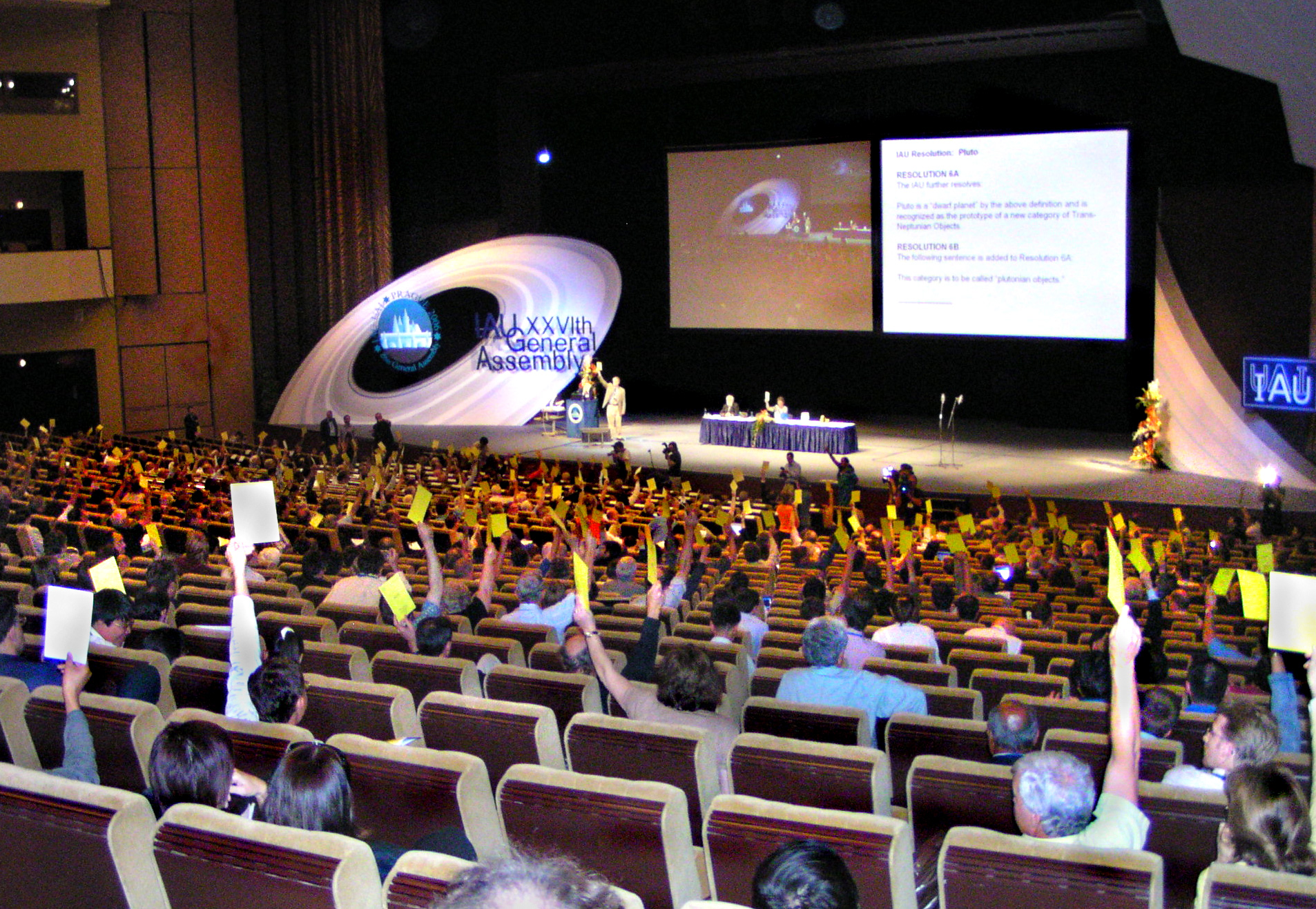
Stemming tijdens de vergadering van 2006

De 26e Algemene Vergadering van de IAU werd gehouden in augustus 2006 in Praag. Hier werd de definitie van het begrip planeet aangepast, waardoor Pluto als dwergplaneet geklasseerd werd en waardoor het zonnestelsel sinds 24 augustus 2006 uit acht planeten bestaat. Ook werd hier voorgesteld de term Plutoniaans object te gebruiken voor alle dwergplaneten die zich buiten de baan van Neptunus bewegen, in plaats van de term Pluton die voor de stemming kort opgang maakte. In juni 2008 was nog besloten om de term plutoïde voor deze categorie te gebruiken. Maar doordat de IAU geen wetgevende bevoegdheid heeft, zijn de besluiten ervan niet bindend, en staat het dus iedereen vrij om zijn eigen klasseringen te gebruiken. Er zijn nog altijd mensen die Pluto een planeet noemen, meestal met het voorvoegsel "klassiek", anderen noemen het een dwergplaneet, en nog anderen een Kuipergordelobject (Kuiper Belt Object).

## Presidenten van de IAU
| - (1919–1922) Benjamin Baillaud - (1922–1925) William Wallace Campbell - (1925–1928) Willem de Sitter - (1928–1932) Frank Watson Dyson - (1932–1935) Frank Schlesinger - (1935–1938) Ernest Esclangon - (1938–1944) Arthur Eddington - (1944–1948) Harold Spencer Jones - (1948–1952) Bertil Lindblad - (1952–1955) Otto Struve - (1955–1958) André-Louis Danjon |  | - (1958–1961) Jan Oort - (1961–1964) Viktor Hambartsoemian - (1964–1967) Pol Swings - (1967–1970) Otto Heckmann - (1970–1973) Bengt Strömgren - (1973–1976) Leo Goldberg - (1976–1979) Adriaan Blaauw - (1979–1982) Vainu Bappu - (1982–1985) Robert Hanbury Brown - (1985–1988) Jorge Sahade - (1988–1991) Yoshihide Kozai - (1991–1994) Aleksandr Boyarchuk |  | - (1994–1997) Lodewijk Woltjer - (1997–2000) Robert Kraft - (2000–2003) Franco Pacini - (2003–2006) Ronald Ekers - (2006–2009) Catherine Cesarsky - (2009–2012) Robert Williams - (2012–2015) Norio Kaifu - (2015–2018) Silvia Torres-Peimbert - (2018–2021) Ewine van Dishoeck - (2021-2024) Debra Elmegreen - (2024-nu) Willy Benz |

## Algemene Vergadering van de IAU
De Algemene Vergadering van de IAU wordt eens in de drie jaar gehouden.
- Iste Algemene vergadering van de IAU (1922): Rome, Italië
- IIde Algemene vergadering van de IAU (1925): Cambridge, Verenigd Koninkrijk
- IIIde Algemene vergadering van de IAU (1928): Leiden, Nederland
- IVde Algemene vergadering van de IAU (1932): Cambridge, Massachusetts, Verenigde Staten
- Vde Algemene vergadering van de IAU (1935): Parijs, Frankrijk
- VIde Algemene vergadering van de IAU (1938): Stockholm, Zweden
- VIIde Algemene vergadering van de IAU (1948): Zürich, Zwitserland
- VIIIde Algemene vergadering van de IAU (1952): Rome, Italië
- IXde Algemene vergadering van de IAU (1955): Dublin, Ierland
- Xde Algemene vergadering van de IAU (1958): Moskou, Rusland
- XIde Algemene vergadering van de IAU (1961): Berkeley, Californië, Verenigde Staten
- XIIde Algemene vergadering van de IAU (1964): Hamburg, Duitsland
- XIIIde Algemene vergadering van de IAU (1967): Praag, Tsjechoslowakije
- XIVde Algemene vergadering van de IAU (1970): Brighton, Verenigd Koninkrijk
- XVde Algemene vergadering van de IAU (1973): Sydney, Australië
- Buitengewone Algemene vergadering van de IAU[4] (1973): Warschau, Polen
- XVIde Algemene vergadering van de IAU (1976): Grenoble, Frankrijk
- XVIIde Algemene vergadering van de IAU (1979): Montreal, Quebec, Canada
- XVIIIde Algemene vergadering van de IAU (1982): Patras, Griekenland
- XIXde Algemene vergadering van de IAU (1985): New Delhi, India
- XXste Algemene vergadering van de IAU (1988): Baltimore, Maryland, Verenigde Staten
- XXIste Algemene vergadering van de IAU (1991): Buenos Aires, Argentinië
- XXIIste Algemene vergadering van de IAU (1994): Den Haag, Nederland
- XXIIIste Algemene vergadering van de IAU (1997): Kioto, Japan
- XXIVste Algemene vergadering van de IAU (2000): Manchester, Verenigd Koninkrijk
- XXVste Algemene vergadering van de IAU (2003): Sydney, Australië
- XXVIste Algemene vergadering van de IAU (2006): Praag, Tsjechië
- XXVIIste Algemene vergadering van de IAU (2009) in Rio de Janeiro, Brazilië
- XXVIIIste Algemene vergadering van de IAU (2012) in Peking, China
- XXIXste Algemene vergadering van de IAU (2015) in Honolulu, Hawaï, Verenigde Staten
- XXXste Algemene vergadering van de IAU (2018) in Wenen, Oostenrijk
- XXXIste Algemene vergadering van de IAU (2022) in Busan, Zuid-Korea
- XXXIIste Algemene vergadering van de IAU (2024) in Kaapstad, Zuid-Afrika

De volgende vergadering staat gepland:
- XXXIIIste Algemene vergadering van de IAU (2027) in Rome, Italië